# Smalaken
Smalaken är ett naturreservat i Sorsele kommun i Västerbottens län.
Området är naturskyddat sedan 1998 och är 650 hektar stort. Reservatet omfattar två långsträckta höjder, Lill-Smalaken och Stor-Smalaken, med en myrsänka emellan. Reservatet består av hällmarkstallskog på topparna och högväxt barrblandskog på sluttningarna.